# Villa Coppedè
La Villa Coppedè (nota anche come Castello Coppedè) è una storica residenza nella città di Genova in Italia.

## Storia
La villa venne eretta nel 1902 secondo il progetto dell'architetto fiorentino Gino Coppedè, che vi abitò durante la sua permanenza a Genova.

## Descrizione
La villa si trova a Quarto dei Mille a est del centro di Genova, tra Via Gabriele Rossetti e Via Francesco Nullo. Esempio di stile neomedievale, presenta facciate in pietra e laterizio, torrette, bifore e trifore.